# Хюга (провинция)
Провинция Хюга (яп. 日向国 хюга но куни, «Страна Хюга») — историческая провинция Японии в регионе Кюсю на юге острова Кюсю. Соответствует современной префектуре Миядзаки.

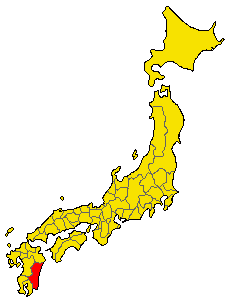
Провинция Хюга (выделена красным)

Провинция Хюга была образована в VII веке. Её административный центр находился в современном городе Сайто. Издревле земли провинции населяли воинственные племена кумасо и хаято, которых яматоское правительство нанимало для борьбы со своими северными врагами — прото-айнскими племенами эмиси. В течение VIII—IX веков сопротивление местных племен было сломлено, а Хюга была преобразована в рядовую японскую провинцию.
С провинцией Хюга связаны синтоистские мифы о схождении небесных богов на Землю, которые дали начало императорскому роду Японии, и легенды про восточный поход императора Дзимму.
Через порты провинции проходил важный торговый путь из королевства Рюкю к японской столице. Именно поэтому земли Хюга были привлекательными для многих японских властителей.
В XII веке губернатором провинции был назначен представитель рода Симадзу. Однако с XIII века род Ходзё, фактический лидер Камакурского сёгуната, который стремился контролировать торговлю с Рюкю, захватил лидерство в Хюга.
В XIV веке провинция Хюга оказалась разделённой между тремя родами — Цутимоти, Ито и Симадзу. Первые два присоединились к роду Отомо, правителя соседней провинции Бунго, который начал войну с родом Симадзу за земли провинции. Последний смог победить в XVI веке, но вскоре был вынужден уступить Хюга объединителю Японии — Тоётоми Хидэёси.
В период Эдо (1603—1867) провинция Хюга разделена на четыре владения хан, которыми владели роды Найто, Симадзу, Ито и Акадзуки.
В результате дополнительных административных реформ 1876 года провинция Хюга была присоединена к префектуре Кагосима, однако в 1883 году была выделена в отдельную единицу — префектуру Миядзаки.

## Уезды провинции Хюга
- Кою 児湯郡
- Миядзаки 宮崎郡
- Мороката 諸県郡
- Нака 那珂郡
- Усукиси 臼杵郡